# Rekjärv
Rekjärv eller Rekijärvi är en sjö i Finland. Den ligger i kommunen Kronoby i landskapet Österbotten, i den centrala delen av landet, 400 km norr om huvudstaden Helsingfors. Rekjärv ligger 53 meter över havet. I omgivningarna runt Rekjärv växer i huvudsak blandskog. Arean är 1,77 kvadratkilometer och strandlinjen är 13,51 kilometer lång. Sjön  ingår i Kronoby å huvudavrinningsområde. 